# Newfoundland Quay
Il Newfoundland Quay, chiamato anche Diamond Tower, è un grattacielo residenziale situato a Londra.

## Descrizione
Alto 219,8 metri, si trova presso l'Isle of Dogs.
La realizzazione dell'edificio fu pianificata dalla South Quay Properties, filiale della Canary Wharf Group, presentando nel giugno 2013 una richiesta di costruzione per un grattacielo di 58 piani ad uso residenziale, in un terreno delimitato da Park Place, Westferry Road e Heron Quay Road.
L'edificio è stato progettato dall'architetto Horden Cherry Lee e dagli ingegneri della WSP Global.